# Centre Pierre-Mendès-France
Le centre Pierre-Mendès-France, surnommé « Tolbiac » (à ne pas confondre avec le centre officiellement nommé « Tolbiac »), est une annexe de l'université Paris-1 Panthéon-Sorbonne hébergée dans un immeuble de grande hauteur inauguré en 1973 et situé rue de Tolbiac dans le 13e arrondissement de Paris, en France.

## Nom
Le centre est nommé depuis 1983 en l'honneur de l'homme politique français Pierre Mendès France. Il est parfois appelé « centre Tolbiac », bien que ce nom désigne officiellement le local du 17, rue de Tolbiac de la même université.

## Caractéristiques
Le centre Pierre-Mendès-France se situe au 90, rue de Tolbiac dans le 13e arrondissement de Paris, à proximité de la station de métro Olympiades et du quartier du même nom, caractérisé par plusieurs autres bâtiments de grande hauteur.

Vue du centre Pierre-Mendès-France depuis la rue Baudricourt.

Le bâtiment comprend trois tours d'inégale hauteur, construites autour d'un noyau en béton armé. La tour A comporte neuf étages, la tour B, seize et la tour C, la plus grande, vingt-deux. Cette dernière s'élève à 70 m de hauteur. La circulation est assurée par escaliers et ascenseurs situées dans le noyau. Les fondations sont réduites au minimum, afin de placer les amphithéâtres de l'université dans les sous-sols. Les premiers étages fonctionnels sont suspendus au-dessus des amphithéâtres, lesquels forment un socle. Le toit de ces amphithéâtres est accessible.
Les locaux universitaires sont installés dans des modules cubiques vitrés et identiques. La tour A en comprend un seul, la tour B deux, l'un au-dessus de l'autre, la tour C en empile trois. Dans le cas des tours B et C, un espace est laissé entre chaque module, ce qui leur confère l'aspect extérieur d'un empilement de cubes.
Au pied des tours se trouve une zone ouverte en dénivelé appelée « la fosse », permettant d'accéder aux bâtiments. Jusqu'à la fin des années 1990, elle était accessible de nuit ; elle est depuis protégée par des grilles.
Le bâtiment accueille environ 6 000 étudiants de première et deuxième années de licence en sciences humaines, en sciences économiques, en gestion et dans quelques disciplines juridiques, notamment la première année de capacité en droit.

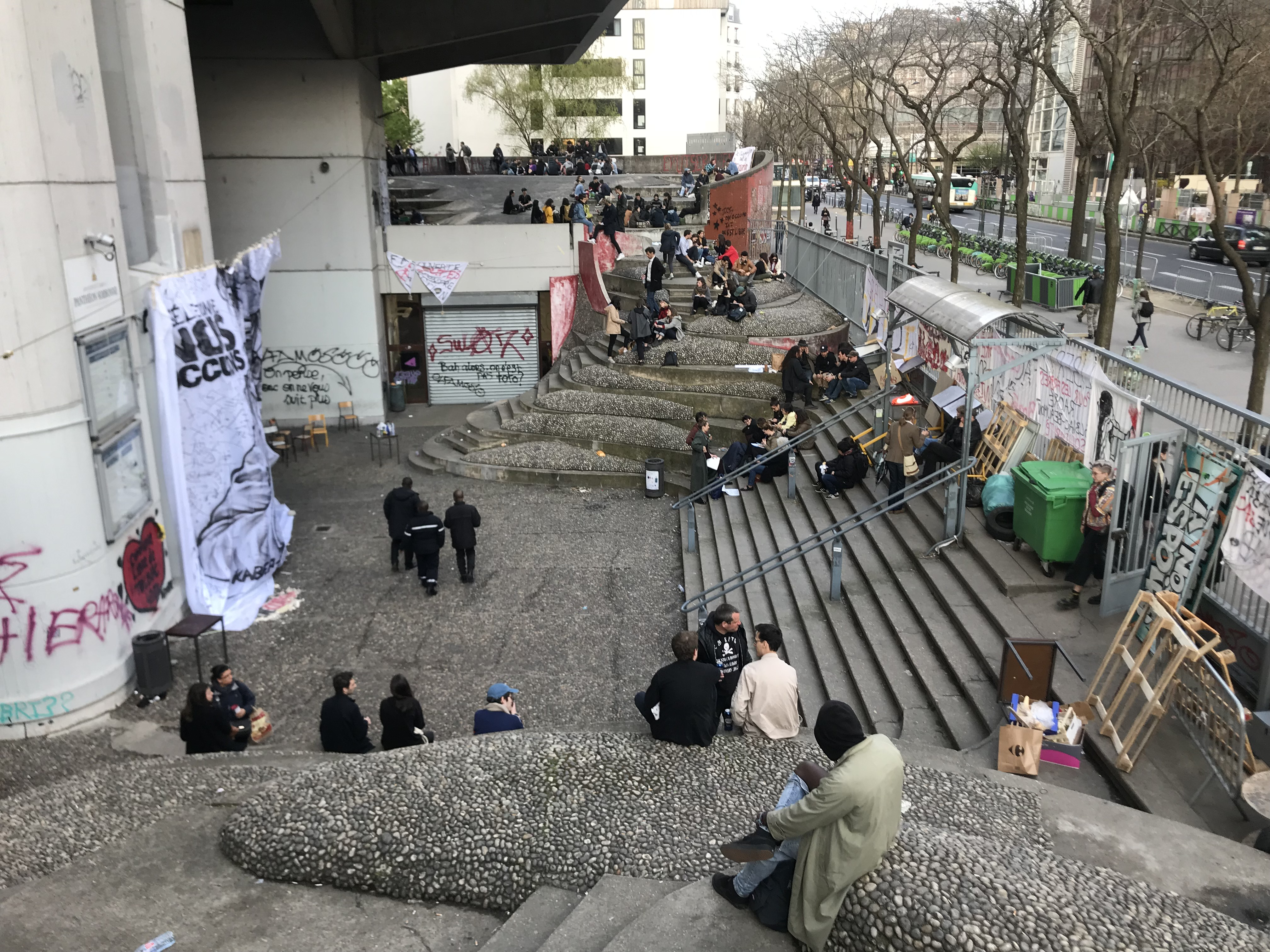
Le centre (au niveau de la fosse) bloqué contre le Plan Étudiants, le 13 avril 2018.

## Historique

### Création du site
Dans le cadre de la rénovation du quartier au début des années 1970 (Italie 13), le rectorat de Paris souhaite y implanter un centre universitaire important. Le terrain disponible est limité, les concepteurs du projet espèrent donc acquérir aussi un terrain voisin, mais cette opération échoue et l'espace est finalement alloué à la l'îlot des Hautes-Formes. Les architectes retenus, les Français Michel Andrault et Pierre Parat du studio ANPAR, chargés de créer un centre pouvant accueillir près de 13 000 étudiants sur un terrain étroit et triangulaire de 4 500 m2,, doivent faire face à de nombreuses contraintes. La maquette est présentée le 16 novembre 1971, et l'immeuble est érigé entre février 1972 et septembre 1973,.

### Mouvements sociaux
Plusieurs mouvements étudiants, sur des revendications locales ou concernant notamment les réformes liées au système universitaire ou à l'emploi, ont émaillé l'histoire du campus depuis la création du centre. Les mobilisations ont des durées variables, pouvant aller jusqu'à plusieurs mois. 
Dès 1973, des étudiants protestent contre la réforme Fontanet créant le DEUG et contre la réforme des sursis militaires, mais ils mettent aussi en avant les difficultés du site, dépourvu de cafétaria et de restaurant universitaire, sans espace vert ni lieu de vie étudiante. En 1976, une grève étudiante de trois mois (mars à mai) est menée contre le projet d'Alice Saunier-Seïté de réforme du second cycle. À partir de cette période, le centre gagne le surnom de « Tolbiac la Rouge », à l'image de « Nanterre la Rouge ». En 1978, le centre fait partie des sites universitaires concernés par le mouvement contre les élections de la part de la mouvance autonome. Le centre est occupé par des étudiants contestataires face au projet de loi Devaquet en 1986. En 1989, il est touché par une grève importante, lancée par les personnels ATOS, mais soutenue aussi par des syndicats étudiants. 
Parmi les mouvements relativement récents ayant aussi provoqué des blocages, la mobilisation contre le CPE en 2006, celle contre l'autonomie des universités en 2007 et celle contre la mise en œuvre de Parcoursup en 2018, sont les plus notables. En 2024, le centre universitaire est de nouveau bloqué par des étudiants demandant l'arrêt des partenariats de Paris 1 avec des entreprises et universités liées à Israël, dans le cadre de la guerre israélo-palestinienne.